# Саисс, Ромен
Ромен Ханем Пол Саисс (араб. غانم سايس‎; фр. Romain Ghanem Paul Saïss; род. 26 марта 1990, Бур-де-Пеаж, Франция) — марокканский футболист, защитник клуба «Аль-Садд» и сборной Марокко. Участник чемпионатов мира 2018 и 2022 годов.

## Клубная карьера
Сесс начал карьеру в клубе «Олимпик Валенс». В 2012 году Ромен присоединился к «Клермону». 28 января в матче против «Бастии» он дебютировал в Лиге 2. 30 марта в поединке против «Гавра» Сесс забил свой первый гол за «Клермон». Летом 2013 года Ромен перешёл в «Гавр». 2 августа в матче против «Арль-Авиньона» он дебютировал за новый клуб. 10 января 2014 года в поединке против «Меца» Сесс забил свой первый гол за «Гавр».
Летом 2015 года Ромен перешёл в «Анже». 8 августа в матче против «Монпелье» он дебютировал в Лиге 1. В поединке против «Лорьяна» Сесс забил свой первый гол за «Анже».
По окончании сезона Ромен перешёл в английский «Вулверхэмптон Уондерерс», подписав контракт на четыре года. 17 сентября 2016 года в матче против «Ньюкасл Юнайтед» он дебютировал в Чемпионшипе. 30 сентября 2017 года в поединке против «Бертон Альбион» Сесс забил свой первый гол за «Вулверхэмптон Уондерерс».

## Международная карьера
14 ноября 2012 года в товарищеском матче против сборной Того Сесс дебютировал за сборную Марокко. В 2017 году в составе сборной Ромен принял участие в Кубке Африки в Габоне. На турнире он сыграл в матчах против команд Того, Кот-д’Ивуара, Египта и ДР Конго. В поединке против тоголезцев Сесс забил свой первый гол за национальную команду.
В 2018 году Сесс принял участие в чемпионате мира в России. На турнире он сыграл в матчах против команд Ирана и Испании.
В 2019 году во второй раз Сесс принял участие в Кубке Африки в Египте. На турнире он сыграл в матчах против сборных Намибии, Кот-д’Ивуара, ЮАР и Бенина.
В 2022 году Сесс в третий раз принял участие в Кубке Африки 2021 в Камеруне. На турнире он сыграл в матчах против команд Ганы, Комор, Габона, Малави и Египта.
10 ноября 2022 года был включён в официальную заявку сборной Марокко для участия в матчах чемпионата мира 2022 года в Катаре.
В 2024 году Саисс в четвёртый раз принял участие в Кубке Африки 2023 в  Кот-д’Ивуаре.

### Голы за сборную Марокко
| # | Дата           | Место                  | Противник | Счёт | Результат | Соревнование      |
| - | -------------- | ---------------------- | --------- | ---- | --------- | ----------------- |
| 1 | 20 января 2017 | Стад д’Оем, Оем, Габон | Того      | 2:1  | 3:1       | Кубок Африки 2017 |